# 죽성로
죽성로(Jukseong-ro)는 충청남도 보령시 대천동 죽성교차로에서 청양군 화성삼거리를 잇는 충청남도의 도로이다. 

## 주요 경유지
충청남도
- 보령시 (대천동 - 청라면) - 청양군 (화성면)

## 노선
| 이름           | 접속 노선                   | 소재지        | 소재지        | 비고          |
| 대천로와 직결  | 대천로와 직결               | 대천로와 직결 | 대천로와 직결 | 대천로와 직결 |
| -------------- | --------------------------- | ------------- | ------------- | ------------- |
| 죽성 교차로    | 대천로                      | 보령시        | 대천동        |               |
| 정산교         |                             | 보령시        | 청라면        |               |
| 옥계교         |                             | 보령시        | 청라면        |               |
| 서촌교         |                             | 보령시        | 청라면        |               |
| 용두삼거리     | 지방도 제610호선 (넙티로)   | 보령시        | 청라면        |               |
| 황룡교         |                             | 보령시        | 청라면        |               |
| 아랫장밭사거리 | 지방도 제609호선 (오서산길) | 보령시        | 청라면        |               |
| 장현교         |                             | 보령시        | 청라면        |               |
| 화성삼거리     | 지방도 제619호선 (무한로)   | 청양군        | 화성면        |               |

## 주요 시설및 건물
- 보령아산병원 (죽성로 136/죽정동 1)
- 화암서원 (죽성로 411/장산리 산27-1)
- 옥계1리회관 (죽성로 561/옥계리 595-1)
- 옥계초등학교(죽성로 681/옥계리 308)
- NH농협 대천농협오삼지점 (죽성로 808/황룡리 163)